# Kubang (Talun)
Kubang is een bestuurslaag in het regentschap Cirebon van de provincie West-Java, Indonesië. Kubang telt 2355 inwoners (volkstelling 2010).